# Nessuno si salva da solo (film)
Nessuno si salva da solo è un film del 2015, diretto da Sergio Castellitto. Basato sull'omonimo romanzo di Margaret Mazzantini, è uscito nelle sale cinematografiche il 5 marzo 2015.

## Trama
Gaetano e Delia sono una coppia separata che si ritrova al tavolo di un ristorante. Con apparente disinteresse l'uno per l'altra, devono discutere delle vacanze estive dei loro figli Cosmo e Nico, che vivono con Delia, mentre Gaetano alloggia in un residence.
Durante la discussione i due vivono diverse analessi che fanno comprendere il loro passato.
I due si erano incontrati da giovanissimi: la nascita dei figli, i primi problemi, legati anche a rapporti conflittuali di Delia con la madre e di Gaetano con il padre, alcuni eventi che traumatizzano i bambini, l'aborto volontario del terzo figlio. Al momento della separazione Delia sta per cadere in una lite che ricade su Cosmo, mentre Gaetano, sommerso dal troppo lavoro, non si occupa a sufficienza dei bambini.
Quando la cena sta per terminare si avvicinano due anziani, Vito e Lea, che hanno sentito la conversazione tra Delia e Gaetano. Gli anziani sembrano ancora molto innamorati e il loro rispetto reciproco "si tocca con mano". Vito dice di essere malato di cancro e chiede ai due giovani di pregare per lui, spiegando loro che «nessuno si salva da solo».

## Produzione
Il film è stato prodotto da Indiana Production in coproduzione con Wildside.

## Promozione
Il trailer è uscito in anteprima sul sito dell'Ansa il 6 febbraio 2015.

## Riconoscimenti
- 2015 - David di Donatello
  - Candidatura come migliore attrice protagonista a Jasmine Trinca
  - Candidatura come migliore attore protagonista a Riccardo Scamarcio
  - Candidatura per la migliore canzone originale (Ellis) ad Arturo Annecchino (interpretata da Costanza Cutaia e Martina Sciucchino)
- 2015 - Nastro d'argento
  - Candidatura come migliore attrice protagonista a Jasmine Trinca
  - Candidatura come migliore attore protagonista a Riccardo Scamarcio